# ウィークエンドケア
『ウィークエンドケア』とは、福島放送で金曜日の15:52 - 15:55に放送しているローカル情報番組。

## 概要
シミのレーザー治療など美容整形手術の話題を中心に、紫外線対策などの美容に関する予防対策について勉強する番組。なお、東北地方を中心に放送しているミニ番組『Dr石原＆まい子の楽ラク!ビューティー』は福島県で放送していない。製作はデーピー企画。
2013年3月28日までは金曜日の13:55 - 14:00、2015年9月25日までは金曜日の9:55 - 10:00に放送していた。また、青森朝日放送で金曜日15:50 - 15:55、岩手朝日テレビで金曜日10:25 - 10:30、秋田朝日放送で金曜日9:55 - 10:00でも放送されている。

## 出演者
- 立川陽子（番組開始 - 不明）
- 笠置わか菜（不明 - 2006年6月23日）
- 佐藤さやか（2006年6月30日 - 2007年3月）
- 猪俣理恵（2007年4月 - 2009年5月1日、2015年5月1日 - ）
- 二階堂絵美（2009年5月8日 - 2010年6月18日）
- 安藤桂子（2009年6月25日 - 2015年4月24日）
- 石原信浩（医療法人社団きびたき会理事長）